# Yoshinori Sakai
Yoshinori Sakai (en japonès: 坂井 義則, transliteració: Sakai Yoshinori) (Hiroshima, Japó, 6 d'agost de 1945 − Tòquio, 10 de setembre de 2014) va ser un atleta i periodista japonès, conegut per ser l'encarregat d'encendre el peveter olímpic als Jocs Olímpics d'estiu de 1964.

## Biografia
Va néixer el 6 d'agost de 1945 a la ciutat de Miyoshi, població situada actualment a la ciutat d'Hiroshima, el mateix dia que es va produir el bombardeig atòmic d'Hiroshima durant la Segona Guerra Mundial. Va estudiar a la Universidad de Waseda, on va ser membre de l'equip d'atletisme.

## Carrera esportiva
L'any 1964 fou l'encarregat de realitzar l'encesa del peveter en la cerimònia inaugural dels Jocs Olímpics d'Estiu de 1964 realitzats a Tòquio (Japó), esdevenint un símbol de pau.
Sense competir mai en uns Jocs Olímpics, l'any 1966 aconseguí guanyar dues medalles en els Jocs Asiàtics. En retirar-se de la competició activa passà a ser comentarista esportiu a la televisió japonesa.